# La Labor de Zaragoza
La Labor de Zaragoza är en ort i kommunen Tejupilco i delstaten Mexiko i Mexiko. La Labor de Zaragoza hade 975 invånare vid folkräkningen 2020 och var ett av de tio folkrikaste samhällena i kommunen.